# Mucocele
Mucocele è un termine medico descrittivo indicante la distensione di una mucosa dovuta al lento accumularsi di secreto mucoso.
In ogni epitelio si può avere mucocele: seni paranasali, intestino, apparato genitourinario e così via.
Un mucocele si sviluppa lentamente e per questo può raggiungere dimensioni notevoli, elicitando la propria presenza magari proprio per una sintomatologia compressiva od ostruttiva.
La classificazione riguarda tre gruppi istologici (non distinguibili altrimenti, per esempio radiologicamente):
- Iperplasia mucosa senza atipia
- Cistoadenoma mucinoso
- Cistoadenocarcinoma mucinoso, forma tumorale maligna.

## Esami
L'imaging può essere d'aiuto.
- La radiologia bidimensionale può visualizzare un mucocele, anche indirettamente (spostamento degli organi adiacenti, erosione ossea).
- Gli ultrasuoni sono utilizzabili nell'addome e nel collo, laddove, cioè, non è presente lo sbarramento osseo.
- La TC individua il mucocele in tutte le sue sedi e definisce tutte le sue caratteristiche.
- La RM è utile se, com'è usuale, il mucocele contiene materiale fluido. Se è presente mucina in quantità predominante, questa risulterà iperintensa sia in T1 che in T2.

## Trattamento
Varia a seconda della sintomatologia, della localizzazione e dell'utilità del trattamento stesso.

## Localizzazioni

### Seni nasali e paranasali
La tipologia comprende le varie possibili insorgenze con relativa usura e occlusione:
- Mucocele etmoidale
- Mucocele sfenoidale, il più raro
- Mucocele mascellare (da non confondere con la cisti odontogena, molto più comune)
- Mucocele frontale

I sintomi e i segni clinici si confondono con quelli delle sinusiti croniche, con comparsa di mucopiocele, altri segni evidenziati sono dolore intenso e mancanza di rinorrea. Se non trattato nel lungo periodo può causare alterazioni ossee.
Si manifestano per colpa di un'ostruzione del complesso ostio-meatale, cioè degli osti di comunicazione tra i seni, che provoca un continuo accumulo di essudato. Tale ostruzione può essere causata da un evento scatenante quale l'edema flogistico, trauma, malformazione congenite o poliposi nasale.

### Dotto nasolacrimale
Nel dotto nasolacrimale del neonato è presente una sottile membrana mucosa detta valvola di Hasner. Nel 6-12% dei pazienti tale plica non subisce la fisiologica perforazione, comportando mucocele (detto "congenito", appunto).
Si può avere epifora, distress respiratorio, rimaneggiamento osseo, proptosi unilaterale. Una successiva sovrainfezione può causare ascesso.
La patologia può risolversi autonomamente. Altrimenti si può operare una marsupializzazione endoscopica o una dacriocistorinostomia.

### Pavimento orale
Il mucocele localizzato al pavimento orale prende il nome di ranula. Si tratta di una cisti, non dolente se non suppurata, formatasi in seguito ad ostruzione di una ghiandola del pavimento orale. Si presenta in forma di rilievo liscio e arrotondato di colore bluastro che solleva il pavimento buccale respingendo a lato la lingua. Microscopicamente la ranula è costituita da una cavità rivestita di epitelio e delimitata da una sottile capsula fibrosa con infiltrazione leucocitaria. Il contenuto può essere sieroso o mucoso. L'asportazione chirurgica o la sua marsupializzazione è seguita da guarigione.

### Appendice
Il mucocele dell'appendice è una localizzazione abbastanza rara.
Il 25% è asintomatico e scoperto accidentalmente.
Se si prospetta un intervento chirurgico, l'eventuale rottura può comportare pseudomyxoma peritonei.